# Merseyside Skeptics Society
Merseyside Skeptics Society (MSS) je nezisková organizace, která podporuje vědecký skepticismus v Merseyside a ve Spojeném království. Společnost byla založena v roce 2009 a vede kampaň proti používání homeopatie, zpochybňuje tvrzení senzibilů a pořádá pravidelné akce v Liverpoolu, podcasty a každoroční konferenci v Manchesteru, QED: Question. Explore. Discover (Dotazuj. Prozkoumej. Objevuj.)
V rámci svých akcí Liverpool Skeptics in the Pub společnost zve řečníky, mezi něž patří Simon Singh, David Nutt a Robert Llewellyn. Organizuje také kampaň 10:23 proti homeopatii.

## Historie
V únoru 2009 založili Michael Marshall, Mike Hall a Colin Harris Merseyside Skeptics Society s cílem rozvíjet a podporovat skeptickou komunitu v Merseyside. První setkání řečníků se konalo 17. září 2009 v hotelu Crown v Liverpoolu. Profesor Chris French, redaktor časopisu The Skeptic, přednesl přednášku s názvem „Psychologie anomálních zážitků.“ 20. srpna 2010 byla ve Spojeném království zaregistrována společnost Merseyside Skeptics Society Limited jako soukromá společnost s ručením omezeným bez základního kapitálu.
Podle spoluzakladatele Michaela Marshalla se skupina rozhodla používat americký pravopis slova „skeptik“, protože „ve Státech není toto slovo tak silně spojeno s cynismem. Není vnímáno tak negativně jako u nás.“
Když se popírači současných klimatických změn začali označovat za skeptiky, viceprezident Michael Marshall jasně rozlišoval a prohlásil: „Podle našeho názoru skeptici ohledně změny klimatu nejsou skeptiky. Skeptik se dívá na dostupné důkazy a činí rozhodnutí, a v případě homeopatie jsou důkazy takové, že nefunguje. Skeptický postoj ke změně klimatu však spočívá v tom, že k ní dochází.“

## Aktivity

### Setkání
Společnost pořádá několik pravidelných setkání v oblasti Liverpoolu, včetně Liverpool Skeptics in the Pub, Skeptic Dinners a Women's Socials. Liverpool Skeptics in the Pub pořádá dvě setkání měsíčně, z nichž jedno je společenskou událostí a na druhém vystupuje host. Mezi hostující řečníky patřili například Ariane Sherineová, Simon Singh, David Aaronovitch, Evan Harris, Elizabeth Pisaniová, Brian Deer, Jon Ronson, Stephen Law, David Nutt, Mark Stevenson, Mark Lynas a Robert Llewellyn. Témata se velmi liší a zahrnují zdravotnictví, vědu, ateismus, paranormální a nadpřirozené jevy, média, politiku a psychologii.

### Homeopatie

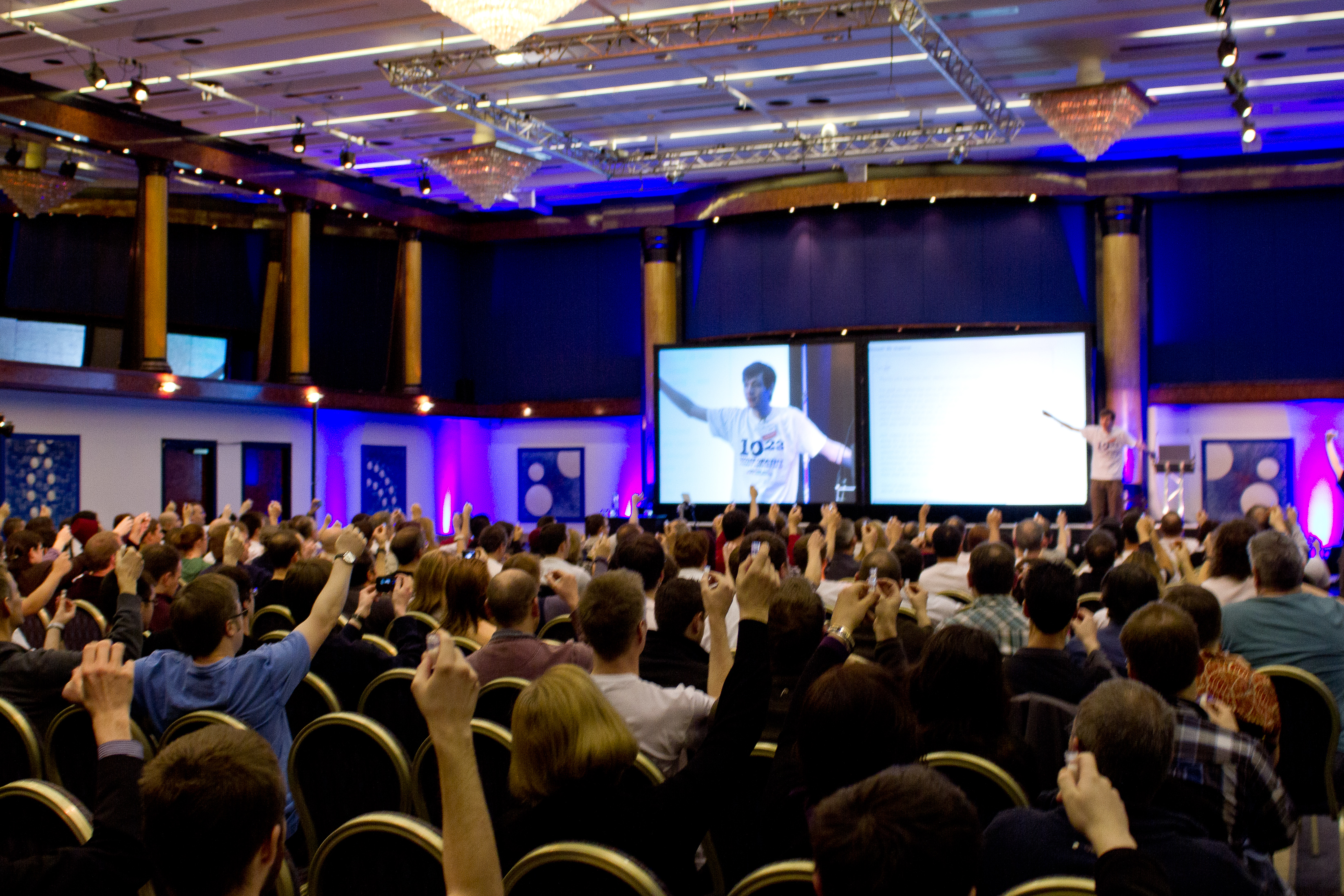
Michael Marshall představil kampaň 10:23 a konferenci QED v Manchesteru v únoru 2011. Publikum se poté přidalo s předávkováním homeopatickými tabletami.

V roce 2009 napsala společnost otevřený dopis řetězci lékáren Boots, ve kterém odsoudila jejich prodej homeopatických přípravků. V dopise napsali: „Důvěřujeme značkám, jako je Boots, že pro nás ověřují fakta ... Neočekáváme, že v naší místní lékárně najdeme na pultech výrobky, které nefungují“, a vyzvali je, aby „falešnou terapii“ ze svých regálů odstranili.
Společnost zorganizovala kampaň 10:23, jejímž cílem bylo zvýšit povědomí o homeopatii a jejích neprokázaných principech. V rámci této kampaně se v roce 2010 uskutečnily protesty proti společnosti Boots za to, že prodává homeopatické přípravky jako rovnocenné s běžnou, vědecky podloženou medicínou, a došlo k hromadnému předávkování homeopatiky před prodejnami Boots, aby je tak zesměšnili a prokázali jejich neúčinnost.
Po předávkování společnost Boots reagovala slovy: „Víme, že mnoho lidí věří v přínosy doplňkové medicíny, a naším cílem je nabízet produkty, o kterých víme, že je naši zákazníci chtějí.“ Tyto protesty se konaly v 70 městech ve 30 zemích světa, včetně Austrálie a Nového Zélandu, a osoby, které produkty „předávkovaly“, neměli žádné následky.
Kromě toho si Merseyside Skeptics Society stěžovala na praktické lékaře, kteří obhajovali alternativní medicínu včetně homeopatie.

### Test sportovních náramků

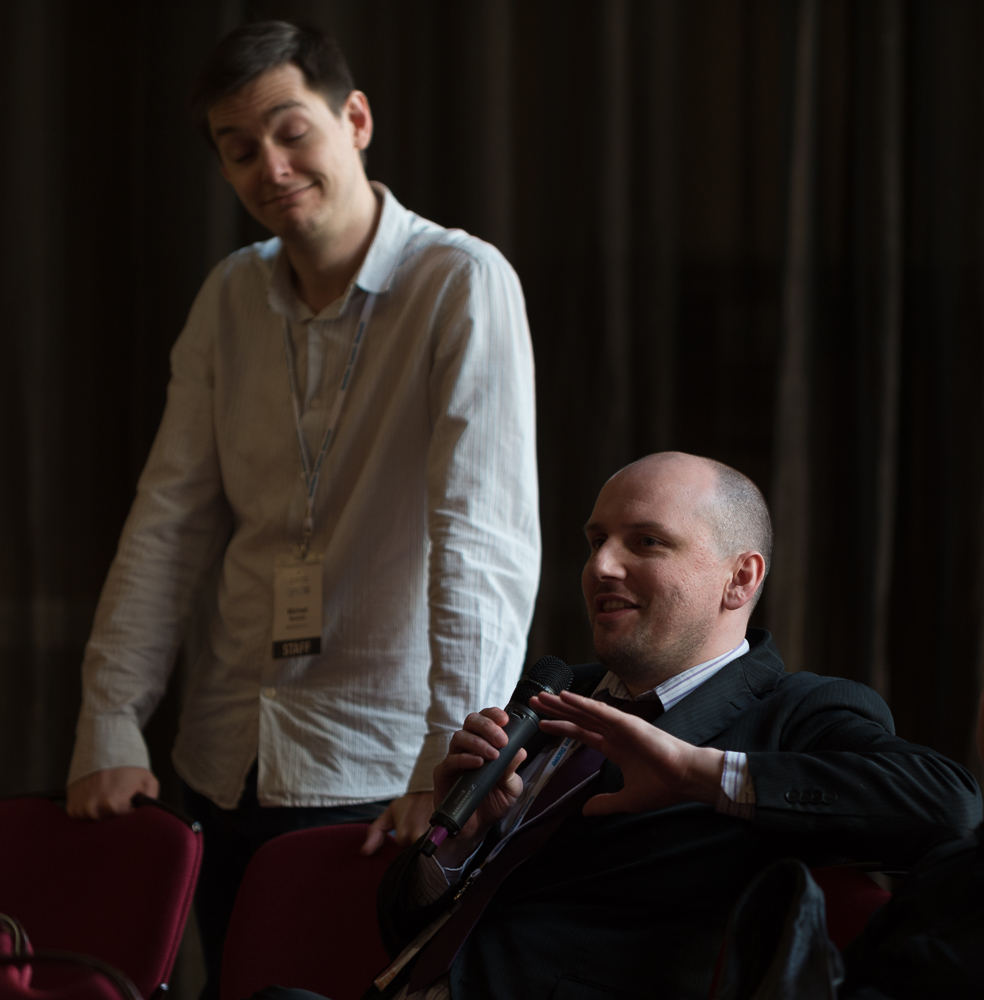
Michael Marshall (stojící) a Mike Hall (sedící) v publiku během diskuse Skeptics in the Pub na QED Con 2014.

V roce 2012 Merseyside Skeptics Society prověřovala tvrzení, že sportovní náramky Shuzi Qi - náramky, které měly zlepšit sportovní výkon podobně jako náramky Power Balance - měly nějaký účinek. Tyto náramky byly v marketingových materiálech propagovány jako náramky obsahující počítačový čip naprogramovaný tak, aby „rezonoval s přirozenými frekvencemi krevních buněk“ a zlepšoval jejich krevní oběh tím, že je přiměje k „rozvolnění.“ Studie, na kterou se společnost Shuzi UK odvolávala, používala techniku zvanou analýza živých krevních buněk, která byla zdiskreditována, a Merseyside Skeptics Society označila tato tvrzení za „nesmyslné technobláboly.“
Poté, co společnost provedla testy s hráčem ragby, oznámila, že náramky nepřinesly „žádný znatelný rozdíl“[14] a že při dvojitě zaslepených testech neměl výrobek na výkon hráče ragby žádný vliv. Po testech mluvčí společnosti Shuzi UK uvedl, že tvrzení uvedená na jejích britských internetových stránkách budou aktualizována; ředitel společnosti však prohlásil, že testy byly neobjektivní a nespravedlivé.

### Zpochybňování tvrzení médií
V roce 2011 byla Sally Morganová, slavné médium, obviněna, že na svých vystoupeních měla mimo pódium asistentku, která jí předávala informace prostřednictvím rádiového spojení. Merseyside Skeptics Society ji následně vyzvala, aby se zúčastnila testu svých údajných schopností, který navrhl psycholog Chris French. Přibližně ve stejné době obdržel Simon Singh e-maily od právního zástupce Sally Morganové, v nichž se uvádělo, že po kampani, která Morganovou vybízela, aby se testu zúčastnila, pověřila právního zástupce, aby „v případě potřeby zahájil řízení pro pomluvu v souvislosti s obviněními, že je podvodnice.“
Společnost z původní výzvy udělala každoroční akci nazvanou „Halloween Challenge“ (Halloweenská výzva); vědecký test, jehož cílem bylo zjistit, zda profesionální média mohou prokázat své schopnosti v kontrolovaném prostředí. Roku 2012 výzkumníci z Goldsmithsovy univerzity v Londýně provedli výzvu se dvěma profesionálními médii, která se předem shodla na tom, že jde o spravedlivý test schopností. Byli požádáni, aby se pokusili identifikovat informace o pěti dobrovolnících, s nimiž se předtím nesetkali a které nemohli vidět. Experiment spočíval v tom, že média napsala podrobnosti o dobrovolnících, kteří se pak měli podle tohoto popisu identifikovat. S úspěšností jedné pětiny výsledky ukázaly, že média mají jen málo důkazů o svých deklarovaných jasnovideckých schopnostech. Jedno z médií popsalo test jako „navržený tak, aby potvrdil předsudky výzkumníků“, a uvedlo, že pro navázání spojení by muselo pracovat tváří v tvář.
Tehdejší místopředseda společnosti Michael Marshall v roce 2012 podpořil zákaz prodeje tarotových karet a kouzel na eBay s tím, že to považuje za „solidní ochranu spotřebitele.“ Pokračoval, že „tarot, kouzla a kletby jsou zcela neprokázané“, a poznamenal, že ačkoli mnoho vykladačů tarotu je upřímných a věří, že mají věštecké schopnosti, „neznamená to, že jsou (tyto schopnosti) o to skutečnější.“
Když majitelka pohřešované kočky v Lincolnshiru požádala o pomoc věštce, který jí řekl, že kočku adoptovala jiná rodina a že ji najde v prostoru, kde si hrají děti, společnost uvedla: „Oba tyto scénáře jsou pro pohřešovanou kočku neuvěřitelně zřejmé a pravděpodobně by je navrhl kdokoli, kdo nemá věštecké schopnosti - a také bez nutnosti poplatku.“
V červnu 2010 podal liverpoolský věštec Joe Power na policii obvinění, že mu členové společnosti na sociální síti Facebook vyhrožovali násilím. Poté, co policie kontaktovala společnost v souvislosti s těmito obviněními, jeden z jejích členů vysvětloval, že obvinění jsou nepodložená. V prohlášení na svých webových stránkách po tomto incidentu společnost napsala: „Nikdo, kdo je zapojen do Merseyside Skeptics Society - ani nikdo, o kom bychom věděli - nikdy nevyhrožoval Joeovi nebo jeho rodině a rozhodně to nikdy neuděláme.“

### Podcasty
Merseyside Skeptics Society vydává tři podcasty: Skeptics with a K (Skeptici s K), InKredulous (Nedůvěřivý) a Be Reasonable (Buď rozumný).

#### Skeptics with a K

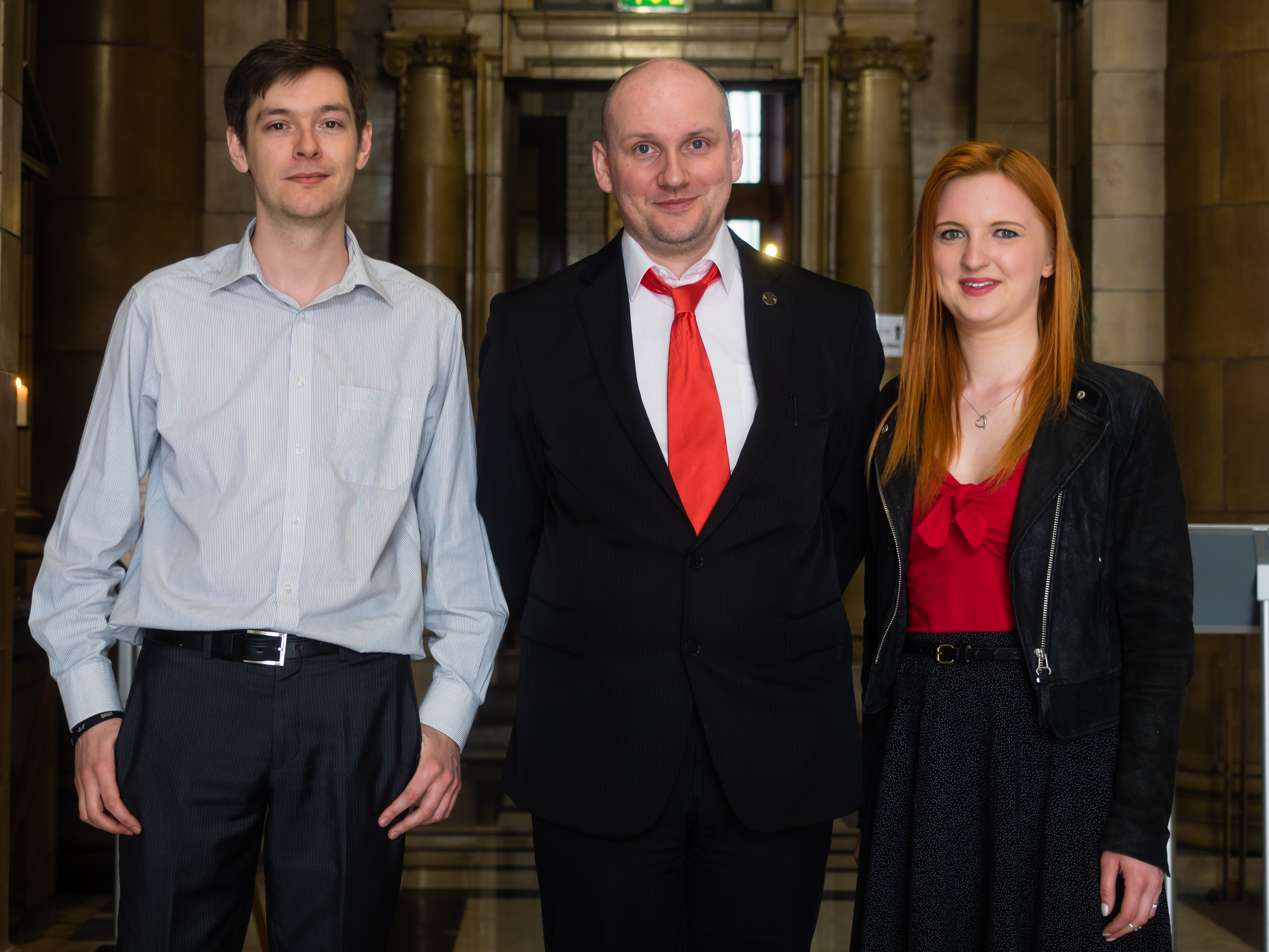
Současná sestava Skeptics with a K: Michael „Marsh“ Marshall, Mike Hall a Alice Howarthová na konferenci QED 2015 v Manchesteru.

Skeptics with a K, „podcast pro vědu, rozum a kritické myšlení“, je oficiální podcast společnosti. Jeho první díl byl natočen 28. července 2009 u Mikea Halla doma. V podcastu moderátoři Mike Hall, Michael „Marsh“ Marshall a Colin Harris - v dubnu 2014 ho nahradila Alice Howarthová - diskutují o nedávných událostech ze skeptického pohledu. Michael Marshall jej popsal jako „poměrně chaotickou, přehnaně nadšenou a chraplavou směs vědy, skepticismu a sarkasmu.“ Oblíbeným polopravidelným segmentem, až do 14. července 2011, kdy byl ukončen speciálním vydáním „Best of“, byla kontrola faktů o dětské knize The Giant Book of Fantastic Facts (Obří kniha fantastických faktů). 1. dubna 2013 se celá epizoda skládala z fiktivních příběhů, včetně parodie na Krotitele duchů, příběhu o „Mersey Book of Monsters“ (Merseyská kniha příšer) a jednoho o „Paranormal Investigation Society Scotland (PISS)“ (Skotská společnost pro vyšetřování paranormálních jevů (MOČ)). Moderátoři se objevili jako hosté v dalších populárních podcastech, včetně Cognitive Dissonance a Token Skeptic.

#### InKredulous
InKredulous je komediální panelová kvízová show, inspirovaná pořady jako Mock the Week, Have I Got News for You a The News Quiz, v níž vystupují různí hosté z řad skeptiků. V pilotní epizodě ji moderátor Andy Wilson popsal jako „kvízovou show, v níž satiricky zkoumáme zpravodajské články, webové stránky, události a osobnosti, které potrápí pavoučí smysl našich skeptických posluchačů a lahodně vyhlížejících panelistů.“ První díl byl vydán 8. února 2010. Častými hosty jsou moderátoři jiných podcastů, například Steven Novella z The Skeptics' Guide to the Universe, Robin Ince z Infinite Monkey Cage, George Hrab z Geologic Podcast, Brian Dunning ze Skeptoid, Kylie Sturgess z Token Skeptic, Ross Blocher a Carrie Poppy z Oh No, Ross and Carrie! a další. Mezi další významné hosty patří David Aaronovitch, Paul Zenon a Jon Ronson.

#### Be Reasonable
Be Reasonable je pořad, který každý měsíc přináší rozhovory s hosty, jejichž názory se vymykají mainstreamovému vědeckému konsenzu, například s členem Flat Earth Society (Společnosti pro plochou Zemi). 28. ledna 2013 v první epizodě moderátoři Hayley Stevensová (do června 2014) a Michael Marshall popsali pořad jako zkoumání přesvědčení svých hostů a jejich struktury a důkazů, které podle nich tato přesvědčení podporují. Hosté diskutovali o reinkarnační terapii, fotografování aury a přítomnosti mimozemšťanů na Zemi.

### QED: Question, Explore, Discover
Od února 2011 začala Merseyside Skeptics Society společně s Greater Manchester Skeptics Society pořádat každoroční dvoudenní festival skeptické vědy QED: Question. Explore. Discover.
QED organizují dobrovolníci z řad skeptiků a veškerý výtěžek se vrací zpět do akce nebo na charitativní účely. V podcastu Token Skeptic Michael Marshall řekl: „Jak se to snažíme vždycky podat a jak se to snažíme vést - je to všechno o komunitě skeptiků. Protože to vedou lidé, kteří jsou právě součástí této komunity, kteří to dělají, protože to mají opravdu rádi, tu atmosféru. Je to takový velký večírek, oslava britského skepticismu a také mezinárodního skepticismu.“
V článku na webových stránkách Committee for Skeptical Inquiry o první konferenci QED Kylie Sturgessová uvedla: „Organizátoři QEDConu nemuseli úspěch svého sjezdu vyhlašovat z pódia - byl zřejmý od začátku do konce.“

## Představenstvo
- Předseda - Michael Marshall
- Místopředsedkyně - Alice Howarthová
- Tajemník - Laurie Phillips
- Pokladnice - Rachel Wallerová[2]